# 建国路 (北京)
39°54′37″N 116°32′29″E / 39.9103043°N 116.5415107°E
建国路是位于中国北京市朝阳区中部的一条道路。在长安街的东延长线上。

## 简介
建国路西起国贸桥，与建国门外大街相连，东到八里桥，在八里桥以西分为两股，一股向东北，与朝阳路汇合后，同京榆旧线连接，另一股向东，接入八里桥南街。建国路之内，在八王坟到八里桥之间修建了京通快速公路。
建国路因居于建国门外，又要区别于建国门外大街，故称。1947年前，建国门外为一条沙土路，曾名“东长安街”（含今建国门外大街，以及今建国路国贸桥（大北窑）至八王坟段）。1955年，随着兴建南使馆区和永安里统建住宅区，该大街拓宽改筑，铺沥青路面，并定名为“建国门外大街”。后来，大北窑（今国贸桥）以东至八王坟的路段单划出来，与八王坟以东的路段合称“建国路”。建国路成路于1955年，1965年又进行了改扩建。1990年代，西大望路与建国路交口处的八王坟以东修筑京通快速公路，直达北京城市副中心通州区。 